# Tomi Okawa
Tomi Ōkawa (大川 とみ, Ōkawa Tomi; Joso, 26 februari 1933) is een Japans voormalig tafeltennisspeelster. Zij werd tijdens haar eerste WK-deelname in Tokio 1956 wereldkampioene enkelspel, waarmee ze zowel de eerste Japanse als de eerste Aziatische was die dit presteerde. Met haar medespeelsters uit de nationale ploeg won ze in Stockholm 1957 en in Peking 1961 nog twee wereldtitels, in het toernooi voor landenteams.
Ōkawa won bij alle drie haar deelnames aan een WK een gouden medaille. Haar eerste behaalde ze door in haar thuisland in de enkelspelfinale van 1957 af te rekenen met landgenote Kiiko Watanabe. Het toernooi voor landenploegen won ze door met het Japanse vrouwenteam in 1957 (samen met onder meer Watanabe) in de eindstrijd Roemenië te verslaan en in 1961 China.

Ōkawa werd één keer Japans nationaal kampioen enkelspel, in 1959.